# Frantic Flintstones
Die Frantic Flintstones sind eine britische Psychobilly-Band, die 1986 von Sänger Chuck Harvey gegründet wurde und zur ersten Welle der Psychobilly-Bands gehörte. Es sind 27 offizielle Alben erschienen.

## Bandgeschichte
Die Band gehört mit den Meteors, Guana Batz und Demented Are Go zu den ältesten Bands des Psychobilly-Genres. Sie arbeitet häufig mit Alan Wilson von den Sharks zusammen. Langjähriger Bassist der Band war Gary Day, der ab 1991 für Morrissey Bass spielte. Andere wichtige Exmitglieder waren Alan Wilson (The Sharks, Betreiber des Western Star Studios), Johnny Bowler (Bassist der Guana Batz), Cpt. Drugbuster (Graeme Grant von Demented Are Go) und Thomas Lorioux (The Kings of Nuthin' und Heathen Apostles). Die Frantic Flintstones sind (unter anderem neben den Long Tall Texans) eine der wenigen 80er-Jahre-Psychobilly-Bands, die sich nie aufgelöst haben und fortlaufend auf Tour waren.

## Cover / Tribute Sampler
Songs der Frantic Flintstones wurden von Bands aus Japan, den USA und ganz Europa gecovert. Im Jahr 2008 erschien ein Tributealbum (A Muh To The Muh), auf dem die Songs der Band von internationalen Künstlern neu eingesungen wurden.

## Diskographie (Auswahl)
- A Nightmare On Nervous (1988) Nervous Records
- Rockin out (1988) Link records
- Not christmas album (1989) Link records
- Live and Rockin’ (1989)
- The nightmare continues (1989)
- Schlachthof boogie woogie (1990)
- Cuttin a fine line (1991)
- Speed Kills (1998)
- Jamboree (1999)
- Rock It Boy (2002)
- Champagne 4 all (2003)
- The Legendary Mushroom Sessions (2005)
- Psycho Samba My Way! (2009)
- Freaked Out & Psyched Out (2012)
- Lost Highway (2014) Klabautermann Records